# Allium micranthum
Allium micranthum är en amaryllisväxtart som beskrevs av Per Erland Berg Wendelbo. Allium micranthum ingår i släktet lökar, och familjen amaryllisväxter. Inga underarter finns listade i Catalogue of Life.